# سیکلوم
سیکلوم (انگلیسی: Ciklum) شرکت نرم‌افزار بریتانیایی است، که در سال ۲۰۰۲ تأسیس شد.